# Mariä Opferung (Duggendorf)

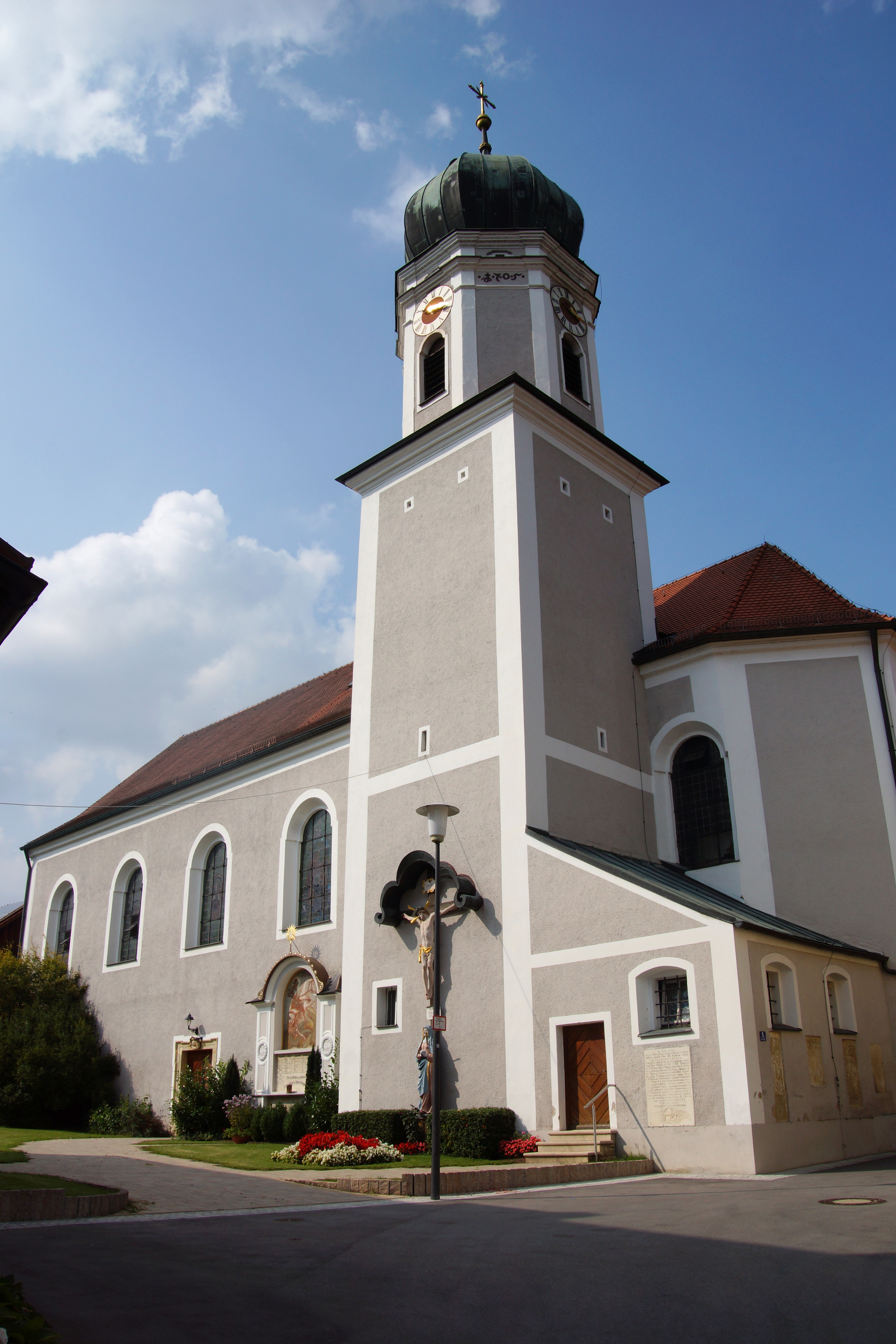
Pfarrkirche Mariä Opferung in Duggendorf

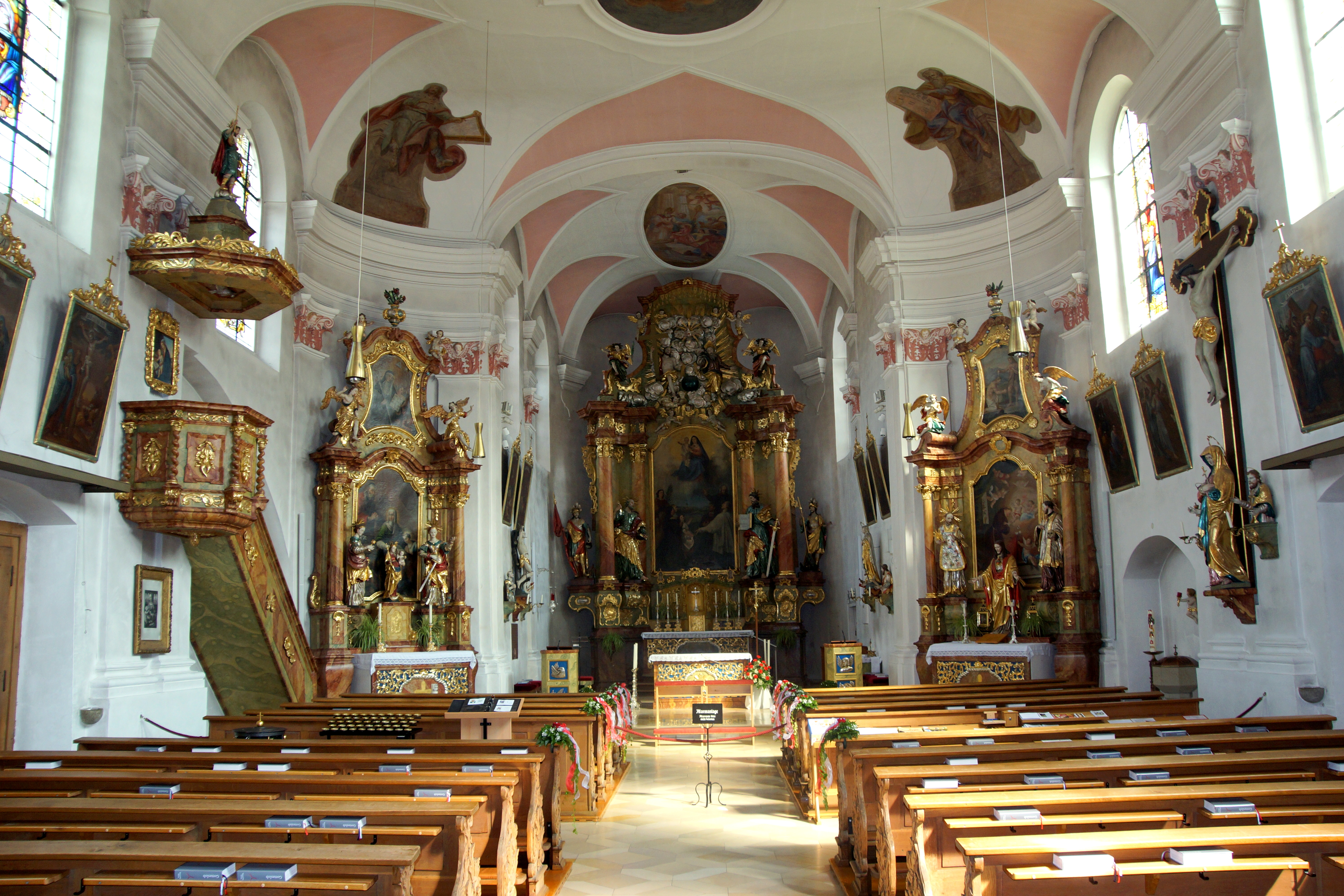
Innenraum der Pfarrkirche Duggendorf

Die römisch-katholische Pfarrkirche Mariä Opferung liegt in der Gemeinde Duggendorf im Oberpfälzer Landkreis Regensburg von Bayern (Kirchstraße 5).

## Geschichte
Eine Kirche in Duggendorf ist urkundlich bereits im Jahre 1270 erwähnt. 1326 wird eine Seelsorgstelle Tuckendorf genannt, die zum damaligen Dekanat Kallmünz-Pielenhofen gehört. Im 16. Jahrhundert wurde das Einzugsgebiet auf die umliegenden Gemeinden (Wolfsegg, Wischenhofen, Hochdorf und Heitzenhofen) erweitert, was die seelsorgerische Betreuung schwer machte. Nach dem Landshuter Erbfolgekrieg kam Duggendorf zu dem Herzogtum Pfalz-Neuburg, das damals protestantisch war; nach dem Grundsatz Cuius regio, eius religio wurden Duggendorf und seine Untertanen ab 1547 ebenfalls zu Protestanten. 1581 erscheint ein eigener Priester in Duggendorf. 1617 wurde die Region unter Herzog Wolfgang Wilhelm wieder katholisch. Die seelsorgerische Betreuung wurde zuerst vom Kloster Pielenhofen vorgenommen, ab 1693/1695 wurde wieder ein eigener Pfarrer eingesetzt.
1736 ließ Pfarrer Jacob Fränkel die alte Kirche abbrechen und begann mit dem heutigen Neubau. Bis zur endgültigen Fertigstellung dauerte es genau hundert Jahre: Der Rohbau wurde 1738 fertiggestellt, 1741 begann die Ausmalung der Kirche, die Altarweihe wurde am 24. Oktober 1773 durch den Weihbischof Adam Ernst von Bernklau vorgenommen. 1835 wurde die Fassung des Altars und der Kanzel vorgenommen. Von den Handwerkern und Künstlern sind namentlich Johann Jakob Vischl (Maurermeister), Johann Georg Scheyerer aus Kallmünz und Georg Hubmayr aus Burglengenfeld (Glaser), Friedrich Hieppel (Heippel) (Schlosserarbeiten), Simon Hirsch aus Regendorf (Steinmetz) und Matthias Zintl (Maler) bekannt.
1875 wurde das bisherige Walmdach durch ein Satteldach mit einer Giebelwand ersetzt. 1877–1879 nahm Joseph Schrödl von Reinhausen die Neufassung des Altars vor, ein neues Altarbild von Nikolaus Mathes aus München wurde aufgestellt. Friedrich Gegenmeier malte 1906 das Presbyterium aus; 1906 und 1926 lieferten die Glaswerkstätten von Georg Schneider und Hans Schwarzmayr aus Regensburg neue Glasfenster. 1936/1937 wurde eine abermalige Restaurierung durchgeführt, dabei wurde durch die Kirchenmaler Georg Brandl, Johann Böckl und Ferdinand Gegenmeir die frühere Marmorierung der Altäre und der Kanzel wieder freigelegt und die Ausmalung der Kirche vorgenommen. Eine letzte Gesamtrenovierung fand 1987/1988 statt.

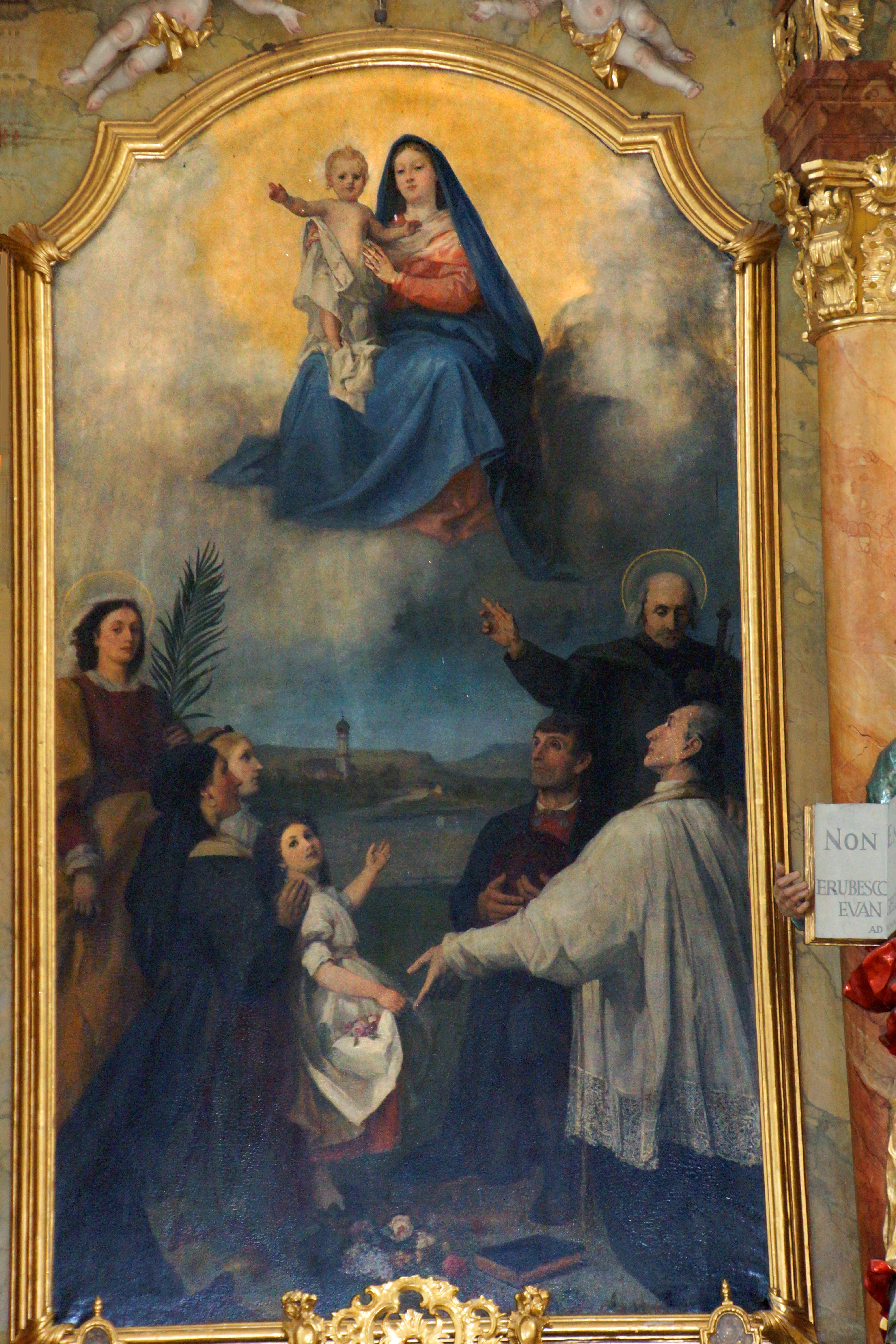
Altarbild mit dem Pfarrer Siegmund Dietz, dem Kirchenpfleger Franz Xaver Graf von Weichseldorf, dem Dorfhirten G. Graf (dargestellt als Heiliger), der Bäuerin Zenger aus der Kallmünzer Kinderanstalt und der Frau des Lehrers Gradl von Wolfsegg, links erscheint als Heilige die Nichte des Pfarrers Dietz

## Bau und Ausstattung
Die Kirche ist ein Saalbau mit eingezogenem Chor und einem seitlich stehenden Flankenturm mit Zwiebelhaube; der Turm trägt die Jahreszahl  1705, ist also kurz vor dem eigentlichen Kirchenneubau errichtet worden. Der Turm ist unten vier- und oben achtseitig.
Das Langhaus weist vier Joche auf, der eingezogene Chor besitzt zwei Joche und innen einen runden, außen einen dreiseitigen Schluss. Am Gewölbe des Langhauses ist ein Gemälde der Ecclesia triumphans angebracht. 
Der dem Rokoko zurechenbare Hauptaltar besitzt vier Säulen und ein späteres Altarblatt, das von dem Münchener Maler Nikolaus Mathes geschaffen wurde. Es zeigt eine Madonna mit dem Bild, darunter ist der Auftraggeber des Bildes, der Pfarrer Siegmund Dietz und daneben der Bürgermeister Franz Xaver Graf von Weichseldorf dargestellt. Auch die anderen Figuren sind damals lebenden Personen nachgebildet. Im Altarauszug ist die Dreifaltigkeit mit Engelsköpfchen dargestellt. Zwischen den Säulen sieht man die Apostelfürsten Petrus und Paulus, außen die zwei Nothelfer, der hl. Florian und der hl. Georg.
Die beiden Seitenaltäre von 1702/1722 stammen noch aus dem Vorgängerbau. Der linke ist der hl. Anna geweiht; das Altarblatt zeigt die Mutter Mariens und deren Vater Joachim. Im Auszug sieht man die hl. Ottilia, die Seitenfiguren stellen die hl. Katharina und die hl. Barbara dar. Der rechte Seitenaltar ist dem hl. Antonius gewidmet. Im Auszugsbild wird die Taufe Christi im Jordan abgebildet. Die Assistenzfiguren sind der hl. Johannes von Nepomuk und der hl. Franz Xaver.
Die Kanzel stammt ebenfalls aus der früheren Kirche und ist um 1700 entstanden. Die mit Akanthus verzierten Beichtstühle zeigen Bilder der Maria Magdalena und des verlorenen Sohnes als  Zeichen der Reue und Umkehr. Der Kreuzweg wurde 1739 geweiht. Erwähnenswert sind noch die Halbfiguren der Apostelleuchter von 1736. 
Die Grabplatten an der Außenfassade weisen durch die Jahreszahlen 1521 und 1530 auf eine frühere Kirche hin. An der Westseite des Turms ist der Grabstein des Christoph Wilhelm Teuffel von Pirkensee, Teublitz und Hochdorf mit den Wappen der Teufel und weiteren acht Ahnenwappen. Das Kriegerdenkmal für den Ersten Weltkrieg besitzt ein rundbogiges Bildfeld und eine Pilasterrahmung, es wurde 1920 von Theodor Strasser und Albert Reich geschaffen.

## Orgel

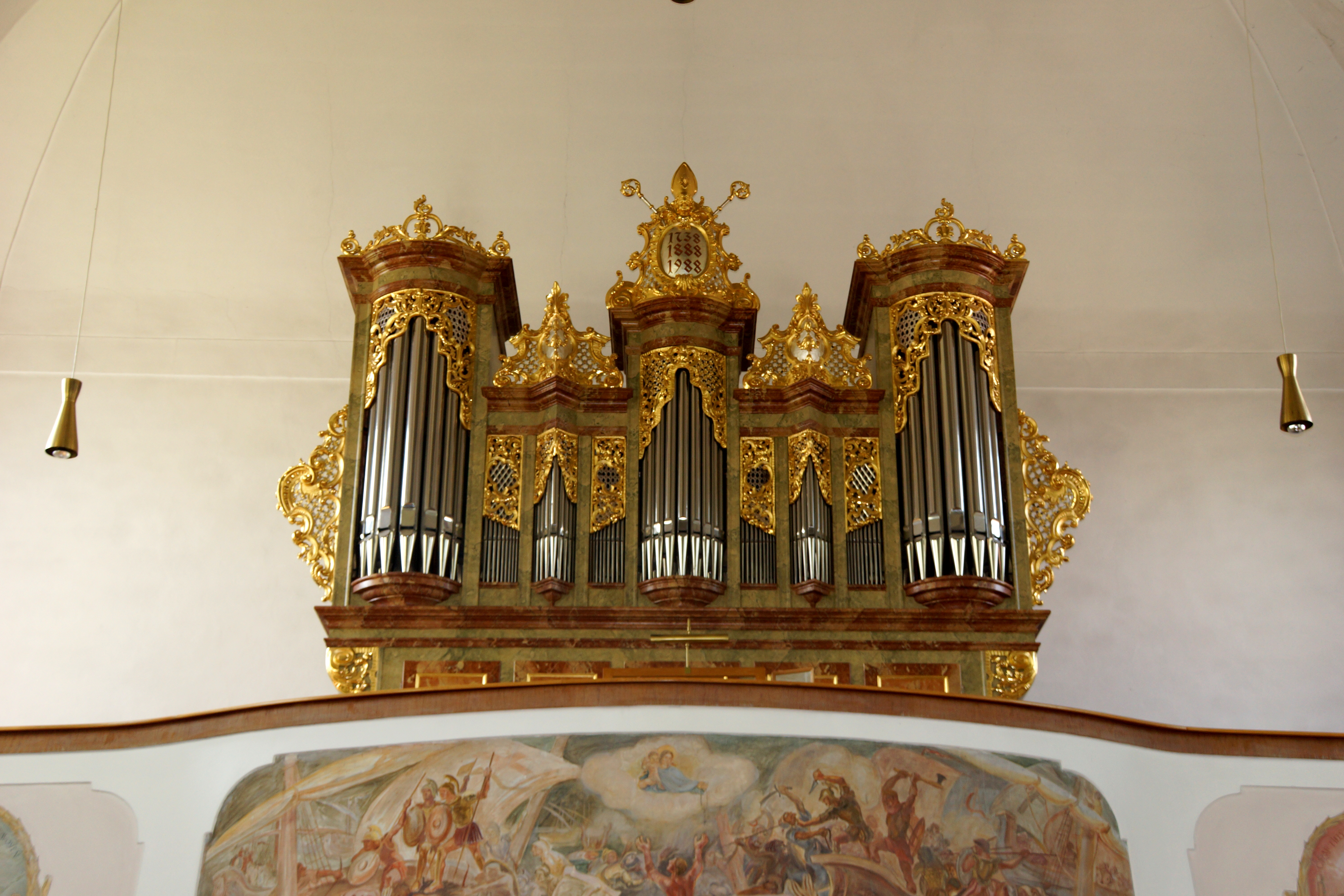
Orgelprospekt

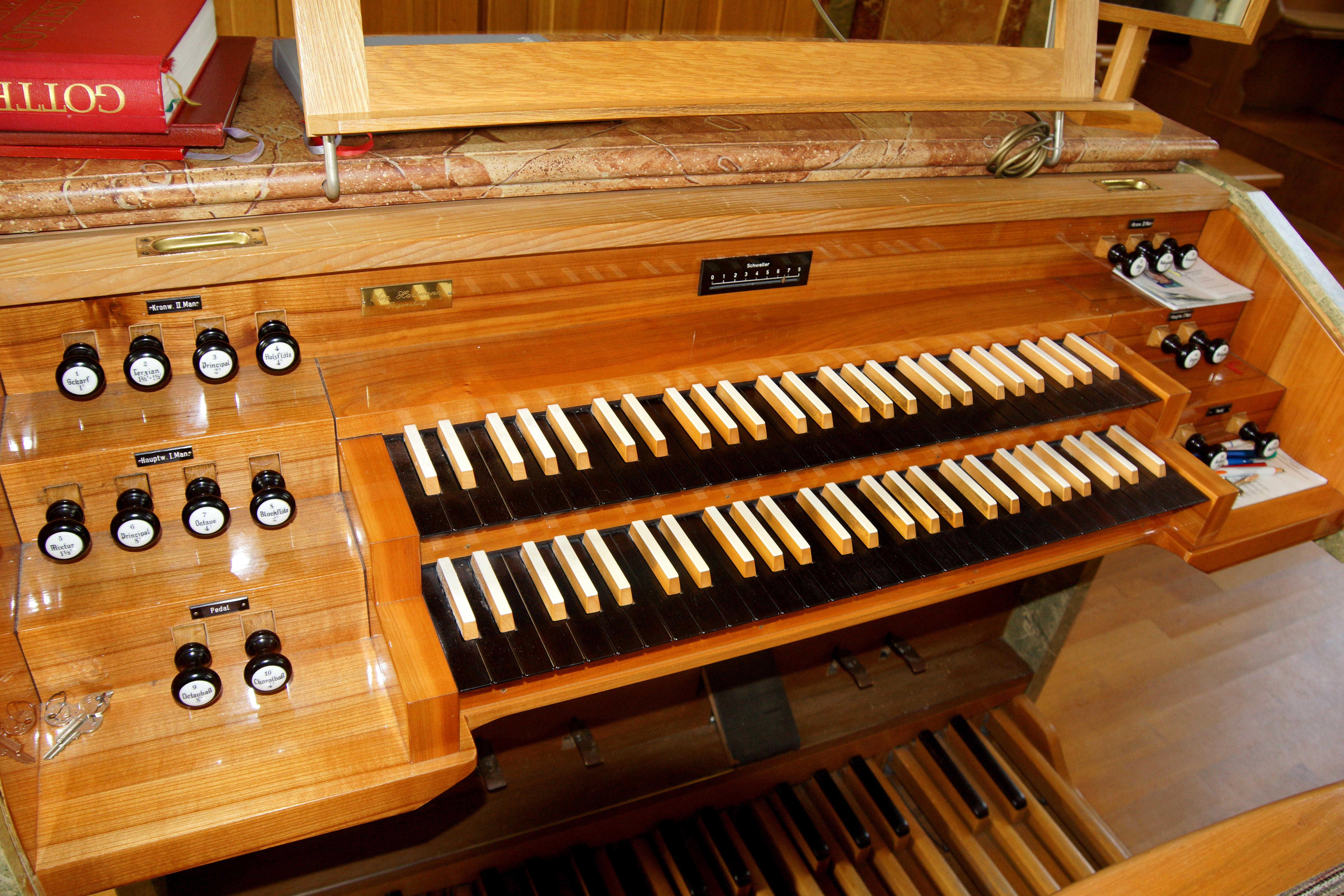
Spieltisch

Die Orgel von 1738 stammt ursprünglich aus der Klosterkirche Pielenhofen. Diese Chororgel wurde 1803 nach der Säkularisation nach Duggendorf transferiert. Nach vielen Reparaturen und Umbauten des Werks blieb davon heute nur noch das neunteilige Rokkokogehäuse erhalten. Das heutige Instrument auf Schleifladen mit mechanischer Spiel- und Registertraktur wurde von August Hartmann im Jahr 1988 neu gebaut und verfügt über 15 Registern auf zwei Manualen und Pedal. Die Disposition lautet:
| I Hauptwerk C–g3 |       |
| Principal        | 8′    |
| Spitzgambe       | 8′    |
| Oktave           | 4′    |
| Blockflöte       | 2′    |
| Mixtur III       | 1 ⁄3′ |

| II Schwellwerk C–g3 |        |
| Rohrgedackt         | 8′     |
| Holzflöte           | 4′     |
| Principal           | 2′     |
| Terzian II          | 1 3⁄5′ |
| Scharf              | 1′     |
| Oboe                | 8′     |
| Tremulant           |        |

| Pedal C–f1 |     |
| Subbaß     | 16′ |
| Oktavbaß   | 8′  |
| Choralbaß  | 4′  |

- Koppeln: II/I, I/P, II/P
- Spielhilfen: Pleno